# Modła (jezioro)
Modła (kaszub. Jezoro Módła) – przepływowe jezioro przybrzeżne na Wybrzeżu Koszalińskim, na południowy zachód od Ustki w województwie pomorskim, w powiecie słupskim, w gminie Ustka. Akwen objęty jest ochroną rezerwatu „Jezioro Modła”.
Powierzchnia całkowita: 61,9 ha, maksymalna głębokość: 4 m.
Powierzchnia zlewni jeziora obejmuje 26,9 km².